# Westfälische Rundschau
Westfälische Rundschau (WR) ist ein Tageszeitungstitel der Funke Mediengruppe, der als Dachmarke für mehrere Medienangebote unterschiedlicher Medienunternehmen verwendet wird.
Ursprünglich handelte es sich um eine regionale Tageszeitung mit Sitz in Dortmund, mit Lokalausgaben im westfälischen Teil des Ruhrgebiets und im südlichen Westfalen. 2013 wurde die gesamte Redaktion entlassen, 2014 für die herausgebende Zeitungsverlag Westfalen GmbH & Co. KG Insolvenz angemeldet. Seitdem existiert kein eigenständiges Medium mehr. Stattdessen wird die Marke weiterverwendet als zusätzlicher Titel für vollständig übernommene redaktionelle Erzeugnisse anderer Medien.
Die Kommission zur Ermittlung der Konzentration im Medienbereich führt unter der Marke drei Zeitungstitel, die von drei Verlagen herausgegeben werden:
- Die Westfälische Rundschau (Ausgaben Raum Dortmund) wird von der Westfälischer Zeitungsverlag GmbH & Co KG mit Sitz in Essen herausgegeben, die zu 52,4 Prozent der Funke Medien NRW GmbH und zu 47,6 Prozent der Funke Sport GmbH gehört, ebenfalls mit Sitz in Essen.
- Die Westfälische Rundschau (Ausgaben südliches Westfalen) wird direkt von der Funke Medien NRW GmbH herausgegeben.
- Die Westfälische Rundschau (Ausgaben Unna/Kamen) wird von der Zeitungsverlag Unna GmbH & Co KG herausgegeben, einer hundertprozentigen Tochter der Zeitungsdruckerei Rubens GmbH & Co KG mit Sitz in Unna, die unter anderem mit der vormaligen Konkurrentin Ruhr Nachrichten und dem Konzern Lensing Media verbunden ist.[1]

In der Eigendarstellung der Geschäftsfelder der Funke Mediengruppe wird der „Zeitungstitel Westfälische Rundschau“ mit „Stammsitz Dortmund“ aufgeführt. Dazu wird als „Sitz der Zentralredaktion“ Dortmund und als WR-Chefredakteur der Chefredakteur der in Hagen ansässigen Westfalenpost, Jost Lübben, genannt.

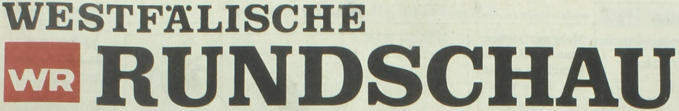
Logo in den 1980ern

Das Online-Angebot www.wr.de ist inhaltlich identisch mit den Funke-Portalen Westfalenpost, Westdeutsche Allgemeine Zeitung und Neue Ruhr Zeitung. Diensteanbieter ist die Funke Medien NRW GmbH, als Sitz wird Essen und als Chefredakteur ebenfalls der Chefredakteur der Westfalenpost, Jost Lübben, angegeben.

## Geschichte

### Gründung und eigenständiger Verlag
Die Westfälische Rundschau war eine Neugründung und als Lizenzzeitung durch die Vorgaben der britischen Militärregierung auch ein neuer Zeitungstyp. Es gibt aber auch starke ideelle und personelle Bezüge zur Presselandschaft der Weimarer Republik. Die SPD-Politiker und Lizenznehmer Fritz Henßler, Paul Sattler und Heinrich Sträter verstanden die WR als Nachfolgezeitung des 1933 von den Nationalsozialisten aufgelösten General-Anzeigers (GA). Der GA war die auflagenstärkste Tageszeitung außerhalb von Berlin gewesen, bis sein gesamtes Betriebsvermögen beschlagnahmt und die Zeitung anschließend von der NSDAP als Parteizeitung Westfälische Landeszeitung – Rote Erde für den Gau Westfalen-Süd weitergeführt wurde. Bis heute trägt die WR den Namen „GeneralAnzeiger“ als Zusatz im Zeitungstitel. Als Vorläuferin gilt aber auch die sozialdemokratische Westfälische Allgemeine Volks-Zeitung (WAVZ), deren Chefredakteur bis 1933 Fritz Henßler war.
Der erste Schritt erfolgte am 23. Oktober 1945 mit der Gründung der Westfälischen Verlagsgesellschaft, in der die WR bis 1975 erschien. Der ursprüngliche Gründungszweck war noch, in Anlehnung an die 1933 verbotene WAVZ, wieder eine SPD-Zeitung ins Leben zu rufen. Zwar wurden Lizenzen bevorzugt an Personen vergeben, die aktive Gegner des Nationalsozialismus gewesen waren und den wieder zugelassenen oder neu gegründeten Parteien nahe standen, aber die britische Militärregierung wollte weder die Wiederbelebung von Parteizeitungen alten Stils noch von Massenzeitungen der so genannten General-Anzeiger-Presse. Die künftigen Blätter sollten zur Demokratisierung beitragen und als Regionalzeitungen mit vielen Redaktionen möglichst große Gebiete abdecken. Ab dem 20. März 1946 wurde im kriegszerstörten und notdürftig wieder hergerichteten ehemaligen Druckhaus des GA und der WAVZ in der Bremer Straße 16 in Dortmund die erste Ausgabe produziert. Wegen des Papiermangels und der Regulierungen durch die Militärregierung umfasste diese zunächst nur vier Seiten und erschienen an zwei Wochentagen.
Das Verbreitungsgebiet der WR umfasste bis zur Übernahme durch die WAZ-Gruppe zusätzlich zur Region Dortmund und dem südlichen Westfalen auch das mittlere Ruhrgebiet mit Bochum, Herne, Gelsenkirchen und dem heutigen Kreis Recklinghausen.

### Übernahme durch die WAZ-Gruppe
Bis zur Mitte der 1970er Jahre gehörte die WR mehrheitlich zur SPD-Medienholding, der Deutschen Druck- und Verlagsgesellschaft (DDVG). 1975 kaufte die bis dahin konkurrierende Westdeutsche Allgemeine Zeitung die Mehrheit an der Zeitung. Die WR erschien fortan in der Zeitungsverlag Westfalen GmbH & Co. Kommanditgesellschaft Essen-Dortmund, die zu 86,9 Prozent der WAZ und über die Westfälische Verlagsgesellschaft zu 13,1 Prozent der DDVG gehörte.
Gemeinsam mit den annähernd zeitgleich aufgekauften Konkurrenztiteln Neue Ruhr Zeitung und Westfalenpost bildete das Unternehmen aus den vier Tageszeitungen die Zeitungsgruppe WAZ. Mit den aufgekauften Titeln verfuhr der Verlag auf neuartige Weise: Das Verlagsgeschäft wurde zusammengelegt und die Anzeigenteile waren in jedem Lokalgebiet identisch. Gleichzeitig blieben sowohl die Haupt- als auch die Lokalredaktionen der aufgekauften Zeitungen weitgehend erhalten und publizierten weiterhin eigenständig. Damit vermied das Unternehmen Abonnementkündigungen durch das Verschwinden von Traditionszeitungen und konnte Konflikte mit der Fusionskontrolle minimieren. Diese Kombination eines wirtschaftlichen Monopols mit publizistischem Wettbewerb innerhalb eines Unternehmens wurde als „WAZ-Modell“ bekannt. Es erwies sich vor allem durch die Durchsetzung hoher Preise im Anzeigenmarkt als sehr erfolgreich und wurde später von anderen Verlagen nachgeahmt.
Im Jahr 1980 zogen Zentralredaktion und Lokalredaktion Dortmund in das Rundschau-Haus am Brüderweg. Der Druck wurde in das Druck- und Verlagszentrum der WAZ-Zeitungsgruppe („Westdruck“) in Hagen-Bathey verlagert.

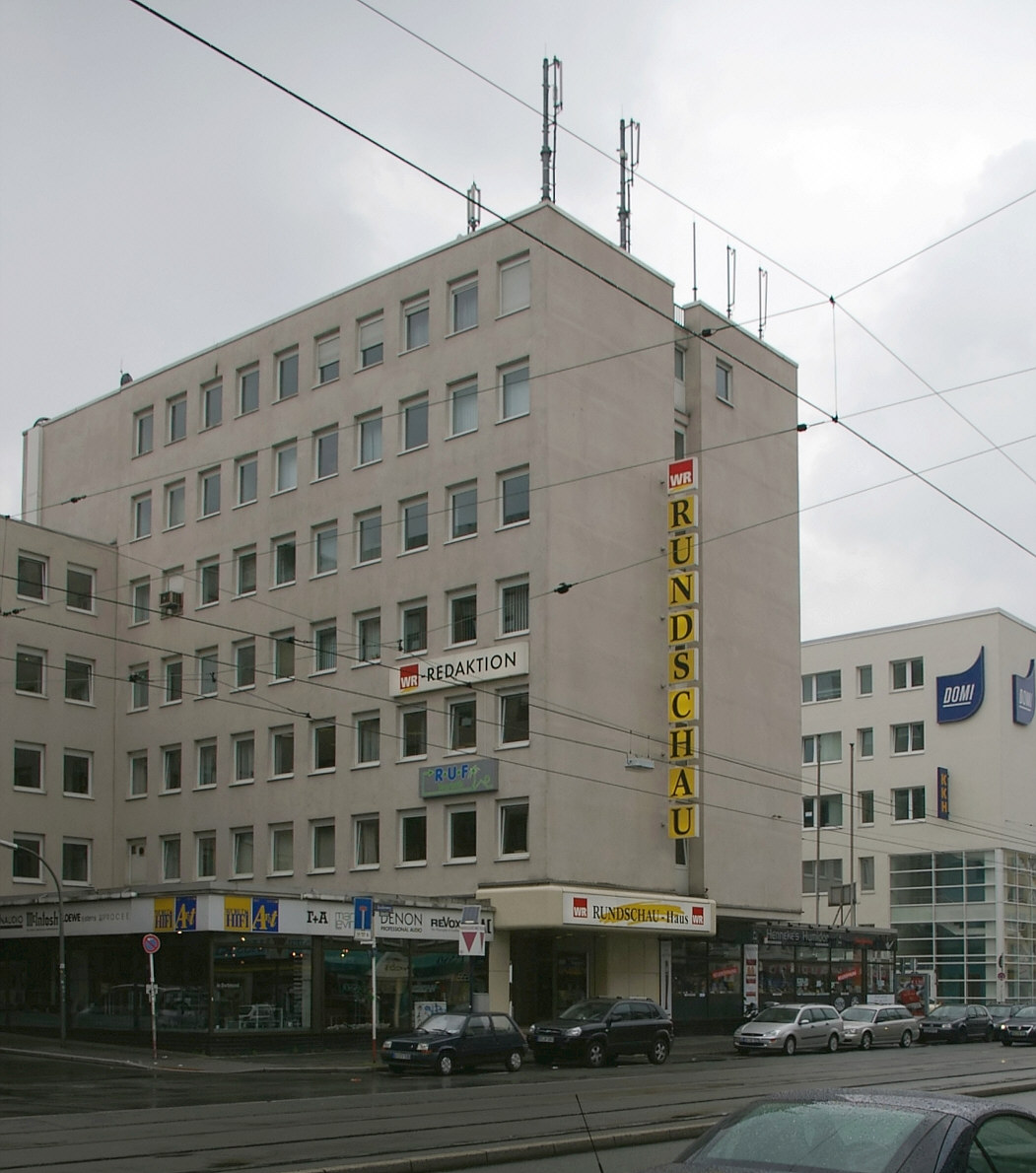
Das Rundschau-Haus in Dortmund

Bis Ende 2005 erschien auch noch eine Ausgabe im rheinland-pfälzischen Betzdorf an der Stadtgrenze zum westfälischen Siegen. Stand 2006 erschien die WR in den kreisfreien Städten Dortmund und Hagen sowie den Kreisen Unna, Olpe, Siegen-Wittgenstein, Hochsauerlandkreis, Ennepe-Ruhr-Kreis und Teilen des Märkischen Kreises und des Kreises Soest. Im Zuge von Sparmaßnahmen in der WAZ-Mediengruppe wurden verschiedene Redaktionen insbesondere in Südwestfalen mit der örtlichen Redaktion der Westfalenpost zusammengelegt oder ganz geschlossen. Stand Januar 2013 werden noch 24 Lokalausgaben produziert.
Von den ohnehin starken Auflageverlusten der Funke Mediengruppe in Nordrhein-Westfalen (WR, WAZ, WP und NRZ) war die Westfälische Rundschau am stärksten betroffen: Allein zwischen 2008 und 2013 sank die Auflage um 30.000 Stück auf 115.000 Exemplare.

### Auflösung der Redaktionen und des Verlags
Seit dem 2. Februar 2013 erscheint die WR nur noch als Zeitungstitel ohne eigene Redaktion. Die redaktionellen Seiten werden von unternehmenseigenen, aber auch von bis dahin wirtschaftlich und meinungspolitisch konkurrierenden Tageszeitungen bezogen. Im September 2014 stellte der Zeitungsverlag Westfalen einen Antrag auf Eröffnung eines Insolvenzverfahrens.
Am 15. Januar 2013 gab die Geschäftsführung der WAZ Mediengruppe bekannt, die Zentralredaktion und die Lokalredaktionen der WR zu schließen, die 120 Redaktionsmitarbeiter zu entlassen und einen Sozialplan aufzustellen. Der Titel der Zeitung solle erhalten bleiben, teilte die Mehrheitsgesellschafterin mit. Der Mantelteil der WR wird seit dem 2. Februar 2013 komplett im „Content Desk“ der WAZ-Mediengruppe erstellt. Diesen hatte bereits 2009 WAZ-Chefredakteur Ulrich Reitz initiiert als Konzept einer Zentralredaktion für drei der vier Tageszeitungen der WAZ-Mediengruppe in Nordrhein-Westfalen: die Westdeutsche Allgemeine Zeitung, die Westfälische Rundschau und die Neue Rhein/Neue Ruhr Zeitung.
Die Zentralredaktionen bedienten sich zur inhaltlichen Gestaltung ihrer Mantelseiten seither am Angebot, hatten außerdem aber noch eigene und eigenständige Titelredaktionen, die die inhaltliche und gestalterische Unterscheidbarkeit der einzelnen Titel sicherstellen sollten. Die Lokalteile an den bisherigen Standorten der WR werden entweder von der Westfalenpost oder von verlagsfremden, teilweise von bisher wirtschaftlich und meinungspolitisch konkurrierenden Zeitungsverlagen übernommen. Der Lokalteil in Dortmund und Lünen wurde vom bisherigen Konkurrenten Ruhr Nachrichten produziert. Die Lokalausgabe Plettenberg/Herscheid im Märkischen Kreis wurde seit dem 1. Februar 2013 vom Süderländer Tageblatt (Firma Hundt GmbH), die Ausgaben Lüdenscheid/Halver, Altena/Nachrodt und Werdohl/Neuenrade durch den Märkischen Zeitungsverlag erstellt. Alle diese Ausgaben wurden mit dem 1. Januar 2014 völlig eingestellt.
Die Schließung der kompletten Zeitungsredaktion hat die WAZ-Mediengruppe damit begründet, dass die WR allein in den vergangenen fünf Jahren 50 Millionen Euro Verluste eingefahren habe. Zu diesem Defizit machte sie keine näheren Angaben. Als Reaktion verkaufte die SPD-eigene Medienholding Deutsche Druck- und Verlagsgesellschaft (DDVG) ihre über die Westfälische Verlagsgesellschaft gehaltene Minderheitsbeteiligung von 13,1 Prozent an der Zeitungsverlag Westfalen GmbH & Co. KG an die WAZ-Mediengruppe (seit März 2013 Funke Mediengruppe). Zudem verkaufte die SPD-Medienholding ihre Anteile am Druck- und Verlagszentrum in Hagen. Die WAZ-Mediengruppe zahlte dafür 16 Millionen Euro und ist damit alleinige Gesellschafterin des ZVW und des Verlagshauses in Hagen, das täglich rund 600.000 Zeitungen druckt.
Im September 2014 gab die Funke Mediengruppe bekannt, dass der Westfälische Zeitungsverlag – zu dem auch die Westfälische Rundschau gehört – einen Antrag auf Eröffnung eines Insolvenzverfahrens in Eigenverwaltung gestellt hat.

## Verbreitungsgebiet und Auflage
Im Jahr 2019 betrug die Gesamtauflage noch 58.070 Exemplare.

## Chefredakteure
- Walter Poller (1946–1961): Poller (* 1900; † 1975) war von 1919 bis 1933 Redakteur bei einer Hammer SPD-Zeitung. Wurde von den Nationalsozialisten für Tätigkeit im Widerstand zu vier Jahren Zuchthaus verurteilt und zwei Jahre im Konzentrationslager Buchenwald interniert.
- Hans Wunderlich (1961–1964): Wunderlich (* 1899; † 1977) war in der Weimarer Republik Redakteur bei der Freien Presse (Osnabrück). In der NS-Zeit wurde er im Zusammenhang mit dem Hitler-Attentat vom 20. Juli 1944 verhaftet. Gehörte 1948 dem Parlamentarischen Rat an und war einer der Mitbegründer des Grundgesetzes. Bis zu seiner Berufung zum Chefredakteur war er Leiter des Ressorts Politik der WR.
- Wolfgang Voges (1965–1968): Voges (* 1925; † 1992) war zunächst Redakteur beim Berliner Morgen (Tageszeitung in der DDR), dann Leiter der Bonner und Kölner Redaktion der Bild-Zeitung. Nach seiner Zeit bei der WR ging Voges zum Presse- und Informationsamt der Bundesregierung nach Bonn.
- Günter Hammer (1968–1988): Hammer (* 1922; † 1993) war seit 1949 WR-Redakteur, seit 1960 in der Politik-Redaktion. War auch Mitglied des Rundfunkrates und des Verwaltungsrates des Westdeutschen Rundfunks. Nach seiner Zeit als Chefredakteur war Hammer Herausgeber der WR.
- Frank Bünte (1988–2004): Bünte (* 1939) volontierte bei der WR, arbeitete zwei Jahre in der Politikredaktion und übernahm 1972 die Leitung des Wirtschaftsressorts, bevor er Chefredakteur wurde.
- Klaus Schrotthofer (2004–2007): Schrotthofer (* 1966) begann seine journalistische Laufbahn bei der Augsburger Allgemeinen. Es folgten zahlreiche leitende Funktionen (Focus, Kölner Stadtanzeiger, Berliner Zeitung). Vor seiner Berufung zum Chefredakteur der WR war er Sprecher von Bundespräsident Johannes Rau.
- Kathrin Lenzer (2008): Lenzer (* 1971) kam wie WAZ-Chefredakteur Ulrich Reitz von der eher konservativen Düsseldorfer Rheinischen Post, wo sie Ressortleiterin war. Die erste Frau in dieser Funktion verließ die WR noch im selben Jahr nach redaktionsinternen Meinungsverschiedenheiten. Sie ist heute Mitinhaberin eines Unternehmens für Medienberatung.[16][17]
- Malte Hinz (seit Dezember 2008): Hinz (* 1953) begann seine journalistische Laufbahn 1971 mit einem Volontariat beim Hellweger Anzeiger (Unna). Er wechselte 1977 zur WR und leitete bis zu seinem Wechsel in die Chefredaktion die Lokalredaktion Kamen. Von 1985 bis 2008 war er Vorsitzender des Betriebsrates im Zeitungsverlag Westfalen, von 2004 bis 2008 zudem Bundesvorsitzender der DJU (Deutsche Journalisten-Union) in der Dienstleistungsgewerkschaft Ver.di. Auch nach Schließung der Redaktion blieb Hinz in der Funktion des Chefredakteurs.

## Bekannte Redakteure
- Kurt Koszyk (* 1929 in Dortmund; † 2015 in München) studierte zunächst in Münster, dann an der Universität München und promovierte 1953 mit einer historischen Arbeit über die Geschichte der Sozialdemokratischen Presse im Ruhrgebiet. Anschließend war er bis 1957 als Journalist und Redakteur bei der WR tätig. Danach leitete er das Institut für Zeitungsforschung in Dortmund. Von 1969 bis 1974 war er Professor für Publizistik und Kommunikationswissenschaft an der Ruhr-Universität Bochum. 1977 wurde Koszyk Gründungsprofessor des Studiengangs Journalistik an der PH Hochschule Ruhr, Abteilung Dortmund (heute Institut für Journalistik der Universität Dortmund).
- Der frühere KPD-Landtagsabgeordnete Kurt Lichtenstein erhielt 1958 eine Anstellung bei der WR. Während einer Reportagereise im Oktober 1961 entlang der innerdeutschen Grenze wurde er am 12. Oktober 1961 von Grenztruppen der DDR bei Brome-Zicherie erschossen.
- Von 1973 bis 1981 war Wolfgang Clement Ressortleiter Politik und stellvertretender Chefredakteur. Er wurde später Ministerpräsident von Nordrhein-Westfalen und Bundeswirtschaftsminister („Superminister“) im 2. Kabinett Schröder.
- Nach seinem Studium gehörte der investigative Journalist Hans Leyendecker (* 1949 in Brühl/Rheinland) als Nachrichtenredakteur und Reporter bis 1979 zur WR-Redaktion. Er arbeitete danach für den Spiegel und die Süddeutsche Zeitung.